# Lijst van gemeentelijke monumenten in Oldebroek
De gemeente Oldebroek heeft 41 gemeentelijke monumenten. Hieronder een overzicht. 

## 't Loo
De plaats 't Loo kent 1 gemeentelijk monument:
| Object     | Bouwjaar | Architect | Locatie                   | Coördinaten                   | Nr.           | Afbeelding |
| ---------- | -------- | --------- | ------------------------- | ----------------------------- | ------------- | ---------- |
| Grafkelder | 1833     |           | Bovenheigraaf ongenummerd | 52° 26' 59" NB, 5° 57' 19" OL | 0269/GM20.029 | Grafkelder |

## Hattemerbroek
De plaats Hattemerbroek kent 1 gemeentelijk monument:
| Object    | Bouwjaar                       | Architect | Locatie                | Coördinaten                  | Nr.           | Afbeelding |
| --------- | ------------------------------ | --------- | ---------------------- | ---------------------------- | ------------- | ---------- |
| Boerderij | ca 1850, gerestaureerd in 2001 |           | Zuiderzeestraatweg 701 | 52° 28' 39" NB, 6° 1' 38" OL | 0269/GM20.043 | Boerderij  |

## Noordeinde
De plaats Noordeinde kent 3 gemeentelijke monumenten:
| Object                        | Bouwjaar           | Architect | Locatie                                     | Coördinaten                   | Nr.           | Afbeelding        |
| ----------------------------- | ------------------ | --------- | ------------------------------------------- | ----------------------------- | ------------- | ----------------- |
| Sluis Nieuwe Geldersche Sluis | 1825               |           | Geldersesluis bij 3 bg                      | 52° 31' 8" NB, 5° 52' 5" OL   | 0269/GM20.001 | Meer afbeeldingen |
| Kerk en woonhuis              | 1845, hekwerk 1880 |           | Groote Woldweg 132-134                      | 52° 30' 47" NB, 5° 52' 43" OL | 0269/GM20.002 | Kerk en woonhuis  |
| Woning/werkplaats             | ca 1815            |           | Zomerdijk ongenummerd (tussen nr. 14 en 22) | 52° 28' 52" NB, 5° 50' 59" OL | 0269/GM23.045 | Upload foto       |

## Oldebroek
De plaats Oldebroek kent 20 gemeentelijke monumenten:
| Object                                                       | Bouwjaar     | Architect | Locatie                  | Coördinaten                   | Nr.           | Afbeelding                                                   |
| ------------------------------------------------------------ | ------------ | --------- | ------------------------ | ----------------------------- | ------------- | ------------------------------------------------------------ |
| Boerderij De Spronk                                          | 1758         |           | Bovenheigraaf 29         | 52° 26' 31" NB, 5° 55' 40" OL | 0269/GM20.011 | Boerderij De Spronk                                          |
| Boerderij                                                    | 1913         |           | Bovenstraatweg 24        | 52° 26' 29" NB, 5° 54' 28" OL | 0269/GM20.012 | Boerderij                                                    |
| Boerderij                                                    | ca 1900      |           | Bovenstraatweg 59        | 52° 25' 59" NB, 5° 53' 32" OL | 0269/GM20.013 | Boerderij                                                    |
| Boerderij                                                    | 1864         |           | Hogenbrinkweg 22         | 52° 27' 5" NB, 5° 56' 41" OL  | 0269/GM20.014 | Boerderij                                                    |
| Boerderij                                                    | 1743         |           | Hogenbrinkweg 24         | 52° 27' 5" NB, 5° 56' 39" OL  | 0269/GM20.015 | Boerderij                                                    |
| Voormalige kerk Luctor et Emergo                             | ca 1895      |           | Mheneweg Noord 1         | 52° 27' 10" NB, 5° 54' 38" OL | 0269/GM26.046 | Meer afbeeldingen                                            |
| Woonhuis Johannesberg                                        | 1894         |           | Zuiderzeestraatweg 11    | 52° 26' 23" NB, 5° 52' 46" OL | 0269/GM20.016 | Woonhuis Johannesberg                                        |
| Boerderij 't Zwaluwennest                                    | 1902         |           | Zuiderzeestraatweg 47    | 52° 26' 39" NB, 5° 53' 26" OL | 0269/GM20.017 | Boerderij 't Zwaluwennest                                    |
| Villa                                                        | 1906         |           | Zuiderzeestraatweg 53-55 | 52° 26' 39" NB, 5° 53' 28" OL | 0269/GM20.018 | Villa                                                        |
| Boerderij                                                    | 1918         |           | Zuiderzeestraatweg 93    | 52° 26' 44" NB, 5° 53' 40" OL | 0269/GM20.019 | Boerderij                                                    |
| Voormalige pastorie                                          | 1851         |           | Zuiderzeestraatweg 120   | 52° 26' 53" NB, 5° 53' 56" OL | 0269/GM20.020 | Voormalige pastorie                                          |
| Voormalig gemeentehuis 't Olde Amshuus in eclecticisme stijl | ca 1900      |           | Zuiderzeestraatweg 139   | 52° 26' 51" NB, 5° 53' 54" OL | 0269/GM20.021 | Voormalig gemeentehuis 't Olde Amshuus in eclecticisme stijl |
| Villa Huize Willem Meidert de Hoop                           | ca 1900      |           | Zuiderzeestraatweg 147   | 52° 26' 52" NB, 5° 53' 58" OL | 0269/GM20.022 | Villa Huize Willem Meidert de Hoop                           |
| Woonhuis Beuken Oord                                         | 1846         |           | Zuiderzeestraatweg 181   | 52° 26' 57" NB, 5° 54' 13" OL | 0269/GM20.023 | Woonhuis Beuken Oord                                         |
| Boerderij                                                    | ca 1900      |           | Zuiderzeestraatweg 230   | 52° 27' 12" NB, 5° 54' 49" OL | 0269/GM23.044 | Boerderij                                                    |
| Boerderij                                                    | 1853         |           | Zuiderzeestraatweg 238   | 52° 27' 11" NB, 5° 54' 54" OL | 0269/GM20.024 | Boerderij                                                    |
| Boerderij Welgelegen                                         | ca 1910-1920 |           | Zuiderzeestraatweg 264   | 52° 27' 15" NB, 5° 55' 23" OL | 0269/GM20.025 | Boerderij Welgelegen                                         |
| Boerderij                                                    | 1925         |           | Zuiderzeestraatweg 320   | 52° 27' 29" NB, 5° 55' 59" OL | 0269/GM20.026 | Boerderij                                                    |
| Boerderij                                                    | 1922         |           | Zuiderzeestraatweg 333   | 52° 27' 29" NB, 5° 56' 15" OL | 0269/GM20.027 | Boerderij                                                    |
| Boerderij                                                    | 1877         |           | Zuiderzeestraatweg 368   | 52° 27' 41" NB, 5° 56' 31" OL | 0269/GM20.028 | Boerderij                                                    |

## Oosterwolde
De plaats Oosterwolde kent 8 gemeentelijke monumenten:
| Object                    | Bouwjaar  | Architect | Locatie                  | Coördinaten                   | Nr.           | Afbeelding          |
| ------------------------- | --------- | --------- | ------------------------ | ----------------------------- | ------------- | ------------------- |
| Boerderij                 | 1917      |           | Grachtenweg 5            | 52° 28' 34" NB, 5° 55' 25" OL | 0269/GM20.003 | Boerderij           |
| Kerk in neo-romaans stijl | 1845      |           | Groote Woldweg 26        | 52° 27' 54" NB, 5° 53' 41" OL | 0269/GM20.004 | Meer afbeeldingen   |
| Voormalige pastorie       | 1922      |           | Groote Woldweg 31        | 52° 27' 53" NB, 5° 53' 37" OL | 0269/GM20.005 | Voormalige pastorie |
| Boerderij                 | 1885-1895 |           | Groote Woldweg 72        | 52° 28' 21" NB, 5° 53' 46" OL | 0269/GM26.047 | Boerderij           |
| Boerderij                 | 1890-1892 |           | Mheneweg Noord 21        | 52° 27' 49" NB, 5° 53' 49" OL | 0269/GM20.006 | Boerderij           |
| Boerderij                 | 1921      |           | Molenpad 6               | 52° 27' 41" NB, 5° 53' 44" OL | 0269/GM20.008 | Boerderij           |
| Boerderij                 | ca 1875   |           | Oostendorperstraatweg 65 | 52° 27' 41" NB, 5° 53' 20" OL | 0269/GM20.009 | Boerderij           |
| Boerderij                 | ca 1880   |           | Winterdijk 20            | 52° 27' 58" NB, 5° 52' 38" OL | 0269/GM20.010 | Boerderij           |

## Wezep
De plaats Wezep kent 8 gemeentelijke monumenten:
| Object                                 | Bouwjaar     | Architect     | Locatie                | Coördinaten                   | Nr.             | Afbeelding                             |
| -------------------------------------- | ------------ | ------------- | ---------------------- | ----------------------------- | --------------- | -------------------------------------- |
| Boerderij                              | 1665         |               | Collenhovensweg 24     | 52° 27' 38" NB, 5° 58' 48" OL | 0269/GM20.030   | Boerderij                              |
| Boerderij De Arke                      | ca 1900      |               | De Steeg 5             | 52° 27' 48" NB, 5° 59' 20" OL | 0269/GM20.031   | Boerderij De Arke                      |
| Kerk Dorpskerk in neo-romaans stijl    | 1862         |               | Stationsweg 2          | 52° 27' 48" NB, 5° 59' 35" OL | 0269/GM20.036   | Kerk Dorpskerk in neo-romaans stijl    |
| Woonhuis                               | ca 1910      |               | Stationsweg 104        | 52° 27' 17" NB, 6° 0' 8" OL   | 0269/GM20.037   | Woonhuis                               |
| Woonhuis in naoorlogs modernisme stijl | 1962         | J.C. Rietveld | Stationsweg 136        | 52° 27' 12" NB, 6° 0' 17" OL  | 0269/GM2009.049 | Woonhuis in naoorlogs modernisme stijl |
| Voormalig schoolgebouw                 | ca 1920-1930 |               | Wolthuisweg 1 bg       | 52° 27' 56" NB, 5° 59' 50" OL | 0269/GM02.039   | Voormalig schoolgebouw                 |
| Villa Liquenda in Jugendstil stijl     | 1907         |               | Zuiderzeestraatweg 501 | 52° 27' 49" NB, 5° 59' 40" OL | 0269/GM20.040   | Villa Liquenda in Jugendstil stijl     |
| Woonhuis Den Hamborgh                  | ca 1935      |               | Zuiderzeestraatweg 541 | 52° 27' 56" NB, 5° 59' 59" OL | 0269/GM20.041   | Woonhuis Den Hamborgh                  |

Aalten · 
Apeldoorn · 
Arnhem · 
Barneveld · 
Berkelland · 
Beuningen · 
Bronckhorst · 
Brummen · 
Buren · 
Culemborg · 
Doesburg · 
Doetinchem · 
Druten · 
Duiven · 
Ede · 
Elburg · 
Epe · 
Ermelo · 
Groesbeek · 
Harderwijk · 
Hattem · 
Heerde · 
Heumen · 
Lingewaard · 
Lochem · 
Maasdriel · 
Montferland · 
Neder-Betuwe · 
Nijkerk · 
Nijmegen · 
Nunspeet · 
Oldebroek · 
Oost Gelre · 
Oude IJsselstreek · 
Overbetuwe · 
Putten · 
Renkum · 
Rheden · 
Rozendaal · 
Scherpenzeel · 
Tiel · 
Ubbergen · 
Voorst · 
Wageningen · 
West Betuwe · 
West Maas en Waal · 
Westervoort · 
Wijchen · 
Winterswijk · 
Zaltbommel · 
Zevenaar · 
Zutphen